# نيكولاي زامفير
نيكولاي زامفير (Nicolae Zamfir) (مواليد 14 ديسمبر 1944) هو مدرب كرة قدم.

## وصلات خارجية
- نيكولاي زامفير على موقع Soccerway.com (الإنجليزية)
- نيكولاي زامفير على موقع عالم كرة القدم.نت (الإنجليزية)

- J.League Data Site (باليابانية)